# Agroeca kamurai
Espèce
Agroeca kamurai est une espèce d'araignées aranéomorphes de la famille des Liocranidae.

## Distribution
Cette espèce se rencontre au Japon et en Chine.

## Description
Le mâle holotype mesure 2,20 mm et la femelle paratype 2,10 mm.

## Étymologie
Cette espèce est nommée en l'honneur de Takahide Kamura.

## Publication originale
- Hayashi, 1992 : Three species of the genus Agroeca (Araneae: Clubionidae) from Japan, including a new species. Acta Arachnologica, vol. 41, no 2, p. 133-137 (texte intégral).